# Jaime Fernández Bernabé
Jaime Fernández Bernabé   (Madrid, 4 de juny de 1993) és un jugador de bàsquet espanyol que ocupa la posició de base.

## Carrera esportiva
Jaime Fernández es va formar a les categories inferiors del Real Canoe fins que en l'edat de cadet va entrar a formar part de l'Estudiantes. L'any 2010 va debutar amb el primer equip, amb el qual va jugar deu partits en lliga ACB i va realitzar actuacions destacades en Eurocup. A la temporada 2011-2012 va pujar definitivament al primer equip, on va formar dupla de bases amb un altre jugador del planter estudiantil: l'uruguaià Jayson Granger. Després de 7 anys jugant a la primera plantilla del Club Bàsquet Estudiants, equip en el qual va arribar a ser capità, i en el qual va disputar 202 partits, l'any 2017 fitxa pel Bàsquet Club Andorra. Després d'una temporada al club andorrà fitxa per l'Unicaja Málaga.

### Selecció nacional
Va ser un dels jugadors de la selecció espanyola de bàsquet que va guanyar el Campionat Europeu sub16 de 2009 i el Campionat Europeu sub18 de 2011. També aconseguiria dos bronzes en europeus sub20. L'any 2017 debuta com a internacional absolut, jugant amistosos amb la selecció espanyola.